# مترو در ایران
سلام
ساخت قطار شهری در ایران، نخستین بار در سال ۱۳۳۸ مطرح شد و با راه‌اندازی مترو، بین تهران و کرج در سال ۱۳۷۷ برای نخستین بار مورد استفاده قرار گرفت. سپس مشهد در ۱۳۸۹، شیراز در ۱۳۹۳، اصفهان و تبریز در ۱۳۹۴ به قطار شهری رسیدند. خط یک مشهد به سبک قطار سبک شهری (LRT) ساخته شد، در نتیجه شیراز عملاً دومین شهر دارای مترو سنگین در ایران است.

## فهرست
| شهر           | وضعیت (تأسیس) | خطوط | خطوط       | دارای خطوط (km) | دارای خطوط (km) | ایستگاه‌ها | ایستگاه‌ها  | نقشه | نقشه  |
| شهر           | وضعیت (تأسیس) | فعال | پیش‌بینی‌شده | فعال            | پیش‌بینی‌شده      | فعال      | پیش‌بینی‌شده | فعلی | آینده |
| ------------- | ------------- | ---- | ---------- | --------------- | --------------- | --------- | ---------- | ---- | ----- |
| مترو تهران    | فعال (۱۳۷۷)   | ۷    | ۱۱         | ۲۹۳٫۱           | ۴۲۰             | ۱۵۶       | ۲۹۹        |      |       |
| مترو مشهد     | فعال (۱۳۸۹)   | ۳    | ۵          | ۴۴٫۵            | ۱۳۶٫۵           | ۴۰        | ۸۷         |      |       |
| مترو شیراز    | فعال (۱۳۹۳)   | ۲    | ۶          | ۳۲٫۵            | ۹۳٫۳            | ۲۵        | ۸۱         |      |       |
| مترو اصفهان   | فعال (۱۳۹۴)   | ۱    | ۵          | ۲۰٫۲            | ۵۳٫۷            | ۲۰        | ۵۱         |      |       |
| مترو تبریز    | فعال (۱۳۹۴)   | ۱    | ۵          | ۱۷٫۲            | ۵۵              | ۱۸        | ۷۰         |      |       |
| مترو کرج      | فعال (۱۴۰۱)   | ۲    | ۶          | ۴۹٫۵            | ۹۷              | ۱۰        | ۸۵         |      |       |
| مترو اهواز    | در حال ساخت   | —    | ۴          | —               | ۸۸              | —         | ۸۷         | —    |       |
| مترو قم       | در حال ساخت   | —    | ۲          | —               | ۳۰              | —         | ۲۸         | —    |       |
| مترو کرمانشاه | در حال ساخت   | —    | ۱          | —               | ۱۳              | —         | ۱۳         | —    |       |
| مترو کرمان    | در حال بررسی  | —    | ۲          | —               |                 | —         |            | —    |       |
| مترو اراک     | در حال بررسی  | —    | ۲          |                 | —               |           | —          |      |       |
| مترو زاهدان   | در حال بررسی  | —    | ۳          |                 | —               |           | —          |      |       |